# Distrito de Cabana (Pallasca)
El distrito de Cabana es uno de los once que conforman la provincia de Pallasca, ubicada en el departamento de Ancash en el Perú. Limita por el Norte con los distritos de Bolognesi y Huandoval; por el Este y el Sur con la provincia de Corongo; y por el Oeste con el distrito de Tauca.

## Historia
El distrito de Cabana se estableció el 2 de enero de 1857, en la misma fecha que los de Tauca y de Llapo. Su capital, la ciudad de Cabana lo es además de la provincia desde  1901.
En esta ciudad se halla registrada la partida de nacimiento del  presidente Alejandro Toledo Manrique en el período 2001-2006. Sin embargo él nació en el pueblo de Ferrer del distrito de Bolognesi.

## Autoridades

### Municipales
- 2013-2014[1]
  - Alcalde: José Carlos Sifuentes López, del Partido Perú Posible (PP).
  - Regidores:  Juan Rubiños Marcelo (PP), Santos Cosmer Cruzado Vivar (PP), Karen Lucila Alvarado Valle (PP), Sara Asunciona Carranza Bermúdez (PP), Josselito Senen Luna Ruiz  (Movimiento regional independiente Cuenta Conmingo), Santiago Gabriel Valle Utrilla (Movimiento regional independiente Cuenta Conmingo), Tania Petronila Reyes Nizama (Movimiento regional independiente Cuenta Conmingo).
- 2011-2012
  - Alcalde: Cosme Jesús Aranda Álvarez, del Partido Perú Posible.

## Atractivos turísticos
En el distrito de Cabana se encuentra la Fortaleza de los Pashash, que pudiese ser el fortín principal de defensa y de culto religioso de la etnia de los conchucos; según afirma el licenciado Alejandro Medina Alatrista: "Aquí estuvo la sede del ídolo Katequilla (Divinidad de los conchucos y de los huamachucos)".. Además se encuentran en este distrito los restos arqueológicos de Mashgonga.
Museo arqueológico zonal de Cabana:  La colección del museo se expone en dos salas: la primera contiene litoesculturas provenientes de la zona arqueológica Pashash y algunos ejemplares de los denominados “tableros Recuay”; en la segunda se muestran objetos cerámicos y metales de producción artesanal. El recorrido se complementa con paneles informativos donde se aborda el contexto cultural, cronológico, geográfico y tecnológico de la cultura Pashash–Recuay. Lun a Sab 8 a. m. a 1 p. m. y 2 a 5 p. m.. Plaza de Armas s/n.

## Festividades
Su fiesta patronal se conmemora cada 25 de julio al 30 en honor de los apóstoles Santiago el Mayor y San Felipe, sus protectores tradicionales.

## Medios de comunicación
http://pallascainforma.pe/ Archivado el 27 de febrero de 2018 en Wayback Machine.
- BGN Noticias - Bolognesi Noticias, El primer Portal informativo de Pallasca.
- Pallasca Noticias , Las noticias de Pallasca para el mundo.

- Datos: Q2697741
- Multimedia: Cabana District / Q2697741

- DJ LOCO CABANA-PERU - DJ, Editor & Productor | 🇵🇪